# Kim Reuter
Kim Reuter (* 27. November 1971 in Thurrock Orsett/Essex, England als Kim Holler) ist eine deutsche Malerin.

## Leben
Kim Reuter wuchs in Shenfield (Essex) und in Köln auf. Von 1990 bis 1993 studierte sie an der Rheinischen Friedrich-Wilhelms-Universität Bonn Musikwissenschaft, Kunstgeschichte und Philosophie. 1993 wechselte sie für ein Kunststudium an die Kunstakademie Düsseldorf, wo sie 1999 als Meisterschülerin von Alfonso Hüppi abschloss. 2003 erhielt sie ein Arbeitsstipendium der Stiftung Kunstfonds. Sie lebt und arbeitet, nach einem mehrjährigen Aufenthalt in Leipzig, wieder in Köln und in Leudersdorf in der Eifel. Sie ist mit dem Künstler Detlef Reuter verheiratet. Für ihr Wohn- und Atelierhaus in Leudersdorf wurden sie 2003 von der Aufsichts- und Dienstleistungsdirektion mit einem Preis für „Vorbildliches Bauen im ländlichen Raum“ ausgezeichnet.

## Werk
Reuters bevorzugte Technik ist die Malerei mit Eitempera auf Leinwand. Die selbst angemischten Farben zeichnen sich dadurch aus, dass sie sehr fein, fast empfindlich und selbst bei starken Farbtönen zart wirken, dabei aber äußerst haltbar sind.
Frühe Motive waren natürliche Strukturen wie Wellen, Blüten oder verschlungene Ranken, die wie sich gleichende, doch im Detail unregelmäßige Ornamente über teilweise große Leinwände ausgebreitet wurden.
Später kamen Porträts und Landschaften hinzu. Unter den Landschaftsbildern finden sich quasi in der Totale gezeigte Wasser- und Mittelgebirgslandschaften, aber auch stark ausschnitthaft gemalte Orte wie Bachläufe, Lichtungen oder Dickichte. Sie werden ausschließlich bei natürlichem Tageslicht und mit typischen Merkmalen der Jahreszeiten dargestellt. Deutlich ist das Herausarbeiten einer Stimmung, die durch Lichteinfall und Farbigkeit reguliert wird. Ihren Bildern sind "Stille, Intimität und das virtuose Spiel mit dem Licht" eigen. Gemieden wird das Bizarre oder Pathetische, dafür eine fast sachliche Poesie des Unscheinbaren und Alltäglichen bevorzugt. Das gilt auch für eingefügte Menschendarstellungen, häufig Kinder oder eine Familie. Deren In-der-Natur-Sein geht über das Erleben dieser Natur hinaus. Vielmehr stehen die Menschen in einer symbolischen, beinahe allegorischen Beziehung zur Umgebung. Dass die Menschen einzeln oder in kleinen, familiären Gruppen auftreten, betont einerseits ihre Individualität, andererseits das wiedererkennbare Allgemeine.

## Ausstellungen (Auswahl)
- 2016: Galerie Wittenbrink, München
- 2015: Braun & Hassenpflug, Berlin
- 2014: Galerie Freiraum, Leipzig
- 2012: Sammlung Krohne, Duisburg; Galerie Wittenbrink, München
- 2011: Braun &Hassenpflug, Berlin; Galerie Epikur, Wuppertal
- 2009: Galerie Wittenbrink, München
- 2007: Schloss Wiesenburg, Berlin
- 2005: Galerie Volker Diehl, Berlin
- 2004: Galerie Kolster, Frankfurt am Main
- 2003: Salon d’Art, Köln
- 1999: Suermondt-Ludwig-Museum, Aachen